# Kevelaer
Kevelaer (Nederlands ook: Kevelaar) is een bedevaartsplaats en gemeente in de Duitse deelstaat Noordrijn-Westfalen, gelegen in de Kreis Kleve, op zes kilometer van de Nederlandse grens. Op 31 december 2020 telde de gemeente 27.955 inwoners op een oppervlakte van 100,48 km². Naburige steden zijn onder andere Venlo, Geldern, Goch en Kalkar.

## Deelgemeenten
- Kervenheim/Kervendonk
- Kevelaer
- Twisteden/Klein-Kevelaer
- Wetten
- Winnekendonk

## Aangrenzende gemeenten
| Aangrenzende gemeenten | Aangrenzende gemeenten | Aangrenzende gemeenten | Aangrenzende gemeenten | Aangrenzende gemeenten |
| ---------------------- | ---------------------- | ---------------------- | ---------------------- | ---------------------- |
| Weeze                  |                        | Uedem                  |                        |                        |
|                        |                        |                        |                        |                        |
| Bergen (NL)            | Sonsbeck               |                        |                        |                        |
|                        |                        |                        |                        |                        |
|                        |                        | Geldern                |                        | Issum                  |

## Geschiedenis

Historische ansichtkaart

Kevelaer, Klein-Kevelaer, Wetten en Twisteden behoorden tot het Overkwartier van Gelder en dus tot de Zuidelijke Nederlanden. In 1701, tijdens de Spaanse Successieoorlog werd het gebied door Pruisen ingenomen, samen met de andere gemeenten die vanaf 1713 officieel Pruisisch Opper-Gelre vormden. Als deel van de Spaanse Nederlanden viel de stad onder het bisdom Roermond. Ook onder Pruisisch bewind bleef Kevelaer onder het bisdom Roermond, in 1801 ging Kevelaer tot het bisdom Aken behoren, en vanaf ongeveer 1823 werd het ingedeeld bij het bisdom Münster. Door het bisdom Münster werd het toen ook verplicht gesteld preken, kerkboeken etc. in de Hoogduitse taal te gebruiken; tot dan werd Nederlands als ambts- en kerktaal gebruikt (zie bijvoorbeeld de tekstpassage onder het volgende kopje). De lokale bevolking sprak een Nederfrankisch dialect.

## Bezienswaardigheden
- Alte Mühle Twisteden
- Genadebeeld en Mariabasiliek

## Bedevaartsoord

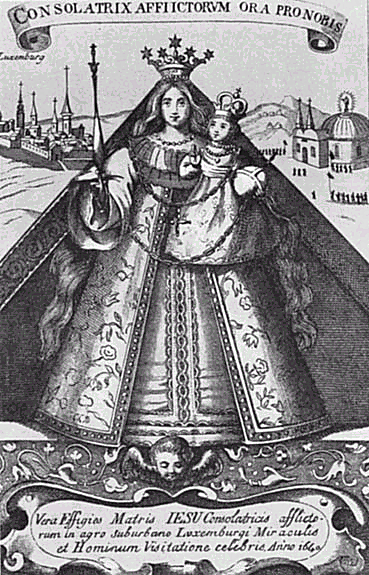
Het genadebeeld

In Nederland en België is Kevelaer bekend als Maria-bedevaartsoord. Sinds 1642 wordt er een als wonderbaarlijk beschouwde afbeelding van de Maagd Maria vereerd. Veel katholieken pelgrimeren jaarlijks naar dit genadebeeld, dat in het Latijn bekend staat als de Consolatrix Afflictorum, ofwel de "Troosteres der Bedroefden".
De marskramer Hendrick Busman (1607-1649) zou van de Maagd tot driemaal toe de opdracht hebben gekregen een kapelletje voor haar te bouwen. Hij gaf hieraan gehoor op 1 juni 1642 toen hij op het kruispunt van de weg Geldern/Kleef in de Kevelaerer Heide bij het hagelkruis stond, waar hij bij herhaling de opdracht kreeg. Algauw kwamen er pelgrims en werden er genezingen gemeld. In 1647 erkende de Kerk acht van deze genezingen als wonderbaarlijk, tijdens een synode in Venlo, gehouden in het klooster ter Weide.

In 1645-47 werd een bedevaartkerk gebouwd, de huidige Kaarsenkapel. In 1654 werd om de bidzuil een barokke koepelkapel gebouwd, de genadekapel. De grote Mariabasiliek van Kevelaer verrees in de 19e eeuw en werd in 1923 tot basiliek verheven.
Kevelaer speelde een bijzondere rol voor de Nederlandse katholieken in het protestantse noorden waar alle katholieke geloofsuitingen verboden waren. Zij konden in Kevelaer in het openbaar hun geloof uitoefenen, want in het koninkrijk Pruisen bestond wel godsdienstvrijheid. Naast Heiloo, Maastricht en 's-Hertogenbosch behoort Kevelaer tot de belangrijkste pelgrimsoorden voor Nederlandse katholieken.

Kevelaar, een Dorp omtrent twee uren van Gelder (Geldern) gelegen, was eertyds eene geringe Buurt van agt of tien Huizen; doch derzelver getal is tot op omtrent tweehonderd vermeerderd. Dit dorp heeft zyne opkomst eeniglyk te danken aan het Lieve Vrouwen Beeldje, dat 'er bewaard en van alle kanten bezogt wordt. Men vertelt, dat zeker Burger van Gelder, terwyl hy voor een kruis, dat digt by Kevelaar stondt, zijn gebed deedt, eene stem hoorde, die hem toeriep, dat hy daar ter plaatse eene Kapel moest stigten. Eerst sloeg hy 'er geen' agt op; doch deeze stem een en andermaal vernoomen hebbende, gaf hy 'er zyne huisvrouw kennis van. Die zag 's nagts de gedaante van een Kapelletje, met een Papieren Lieve Vrouwen Beeldje daar in, dat juist hetzelfde scheen te zyn, dat haar korts te vooren, door een' Soldaat, die uit Luxemburg kwam vertoond was. De goede luiden schraapten zo veel by een, dat zy een Heilig Huisje opregtten. Met veel moeite wisten ze ook het Maria prentje te bekomen, dat in het gestigte Kapelletje geplaatst werd, en terstond al veel aanloops van Offeraars en Nieuwsgierigen kreeg. Dit gebeurde in 't jaar 1641. De Priester van Kevelaar en eenige Monniken hielden 'er 't oog op, en droegen zorg, dat het gerugt van verscheidene wonderdaadige geneezingen zig door 't gantsche Land verspreidde. Men stigtte eerlang een steene Kapel, en het Beeld kreeg door den tyd zoveel Verwonderaars, dat Kevelaar te klein werdt, om hun van het nodige te voorzien. Men trok Huis aan Huis, en bragt het Dorp in dien staat, dat het tegenwoordig voor veelen van de beste Hollandsche Dorpen niet hoefde te zwigten. Jaarlyks geschieden 'er omtrent honderd en vyftig plegtige Ommegangen, De kleinsten zyn van veertig Persoonen. De Grootsten maaken 'er wel twee of drie duizend uit. Deze komen te voet en op karren van de omleggende Steden, en sommigen heel uit Holland. Ieder Ommegang of Processie offert eene versierde Waskaars. Die de zwaarste brengen, krygen den lof van eene meer dan gemeene Eerbiedigheid voor de H. Maagd. Men bewaart Waskaarsen te Kevelaar, die misschien wel tagtig of honderd ponden gewigts konnen haalen. Die gaarne van eenige kwaal geneezen waren, offeren doorgaans een wassen afbeeldsel van het Lid, daar zy de pyn in lyden. In de Processie gaan de Mannen en de vrouwen al zingende en speelende agter malkanderen, om het Kapelletje, daar het Beeld in bewaard wordt.

## Dialect
Van oudsher wordt in Kevelaer Käwels Platt (zeg: Kaevels) gesproken. Dit dialect wordt tot het Kleverlands gerekend, een dialectgroep die nauw verwant is aan de Brabants-Limburgse overgangsdialecten in Noord-Limburg en het Land van Cuijk. Het lijkt ook op het Gelders (het dialect van de naburige stad Geldern) en het Kleefs. Kevelaer ligt duidelijk ten noorden de Uerdinger Linie, waardoor men bijvoorbeeld ik en ok zegt en niet i(s)ch en ooch/auch.
Kevelaers wordt rond 2008 met name door ouderen gesproken. Jongeren spreken Hoogduits of een regiolect. Er zijn verenigingen die zich actief bekommeren om het behoud van het Kevelaers. Zo verschijnt iedere week een lokaal krantje waarin ook aandacht wordt geschonken aan de lokale streektaal: het Kevelaerer Blatt, in de volksmond vaak Kävels Bläche genoemd.

### Voorbeeld
Het Kevelaers volkslied werd geschreven door Theodor Bergmann, schrijver en CDU-politicus.

Wor hör ek t’hüß?
| I. Wor hör ek t'hüß? - kent gej min Land? Gän Baerge schnejbelaeje, Gän driewend Waater träkt en Band Voerbej an groote Staeje: Dor, wo de Nirs doer't Flackland geht, Wor in den Baend et Maisüt steht, On wor de Keckfoars quakt in't Lüß, \|: Dor hör ek t'hüß. :\| II. Wor op de Hej de Loewrek sengt, Den Haas sprengt doer de Schmeele, Wor ons de ricke Sägen brengt De Aerbejshand voll Schweele, Wor in et Koarn de Klappros drömt, Van Fäld on Weije rond ömsömt, So frindlek röst et Burenhüß, \|: Dor hör ek t'hüß. :\| | III. Wor gärn de Lüj en oapen Hand, in Not de Noaber reike, Voer Gott on Kerk on Vaderland Noch faas ston, as de Eike, Wor män'ge Drömer, män'ge Sock, So gut es, as den andern ok, Wor sälde Strit on groot Gedrüß, \|: Dor hör ek t'hüß. :\| IV. Pries gej ow Land mar allemoal, In Nord, Ost, Süd on Weste, Ok män'ge groote Noet es hoel - Min Laendche es et beste! Hier stond min Wieg, hier lüjt mej ok, So Gott well, eins de Dojeklok Dann schrieft mej op et steene Krüß: \|: Hier hört haen t'hüß! :\| |

## Verkeer
- Het dichtstbijzijnde vliegveld is Airport Weeze.
- Kevelaer ligt aan de Bundesstraße 9, die aansluiting geeft met de Bundesautobahn 57.
- Het treinstation van Kevelaer ligt aan de Linksniederrheinische Strecke, die vanaf Geldern in de richting van Kleef enkelsporig is. De Niers-Express, die dit traject bedient, rijdt gedurende de werkweek ieder half uur en in het weekend ieder uur.

## Galerij

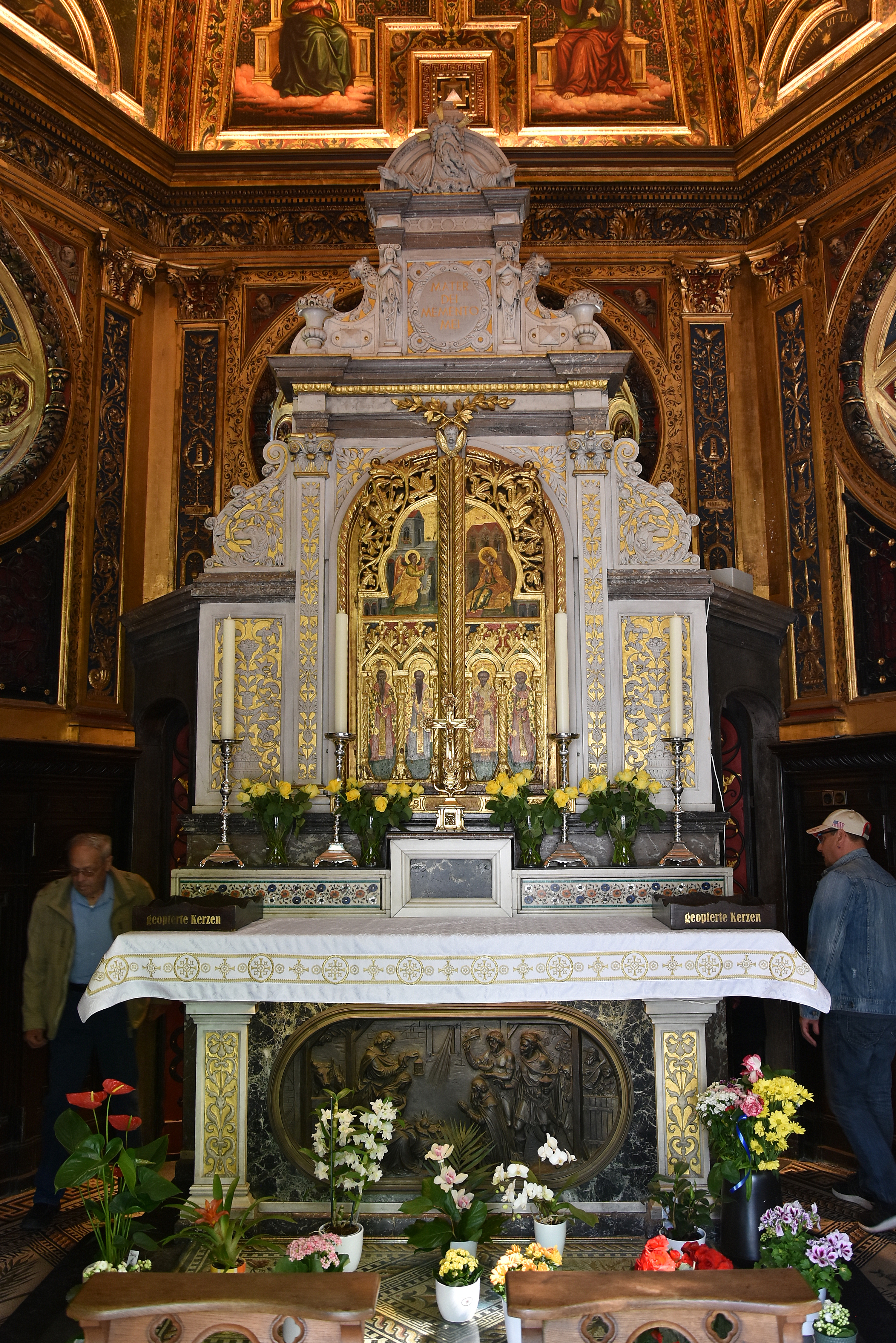
Interieur Genadekapel
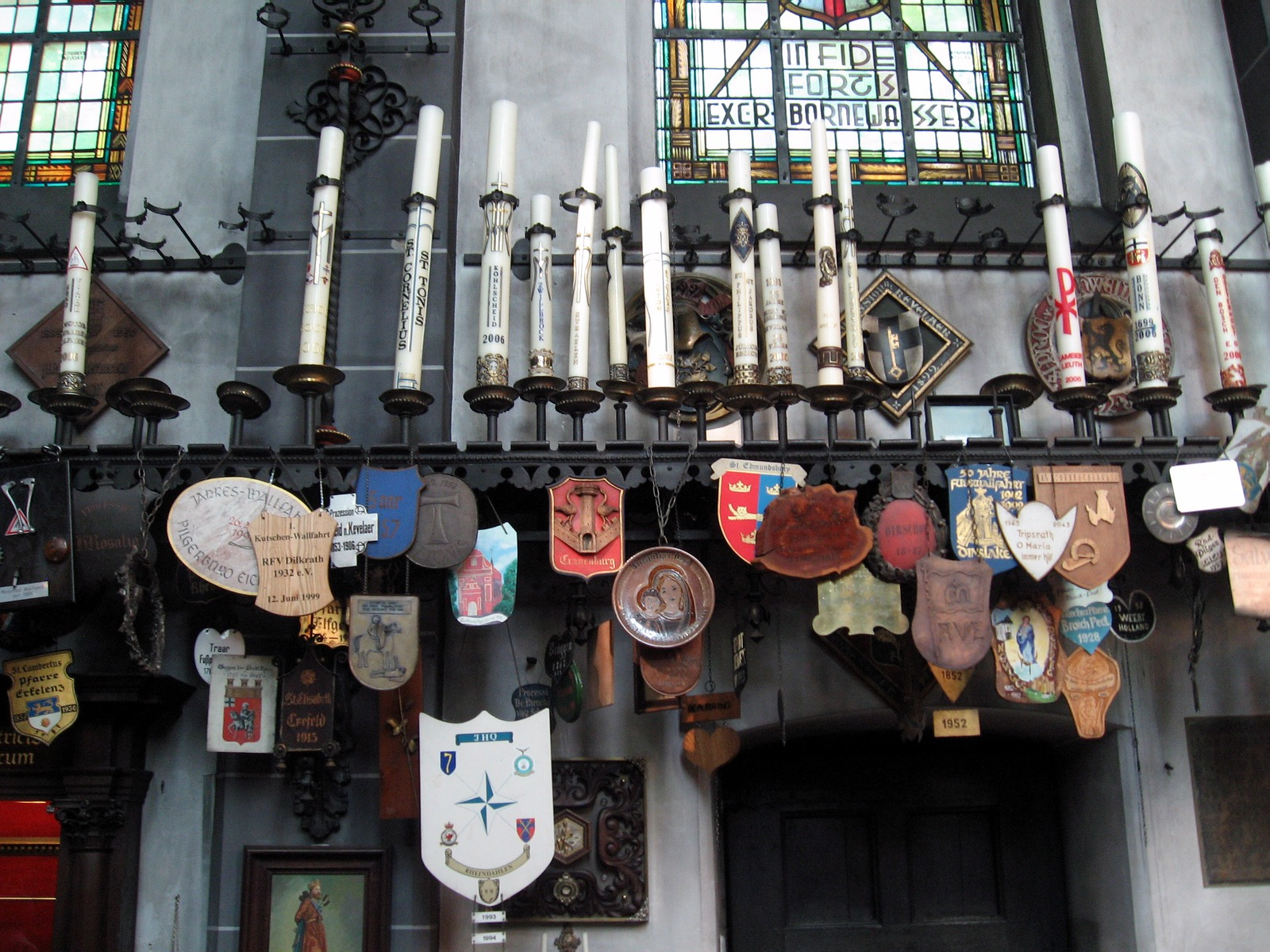
Detail van de Kaarsenkapel
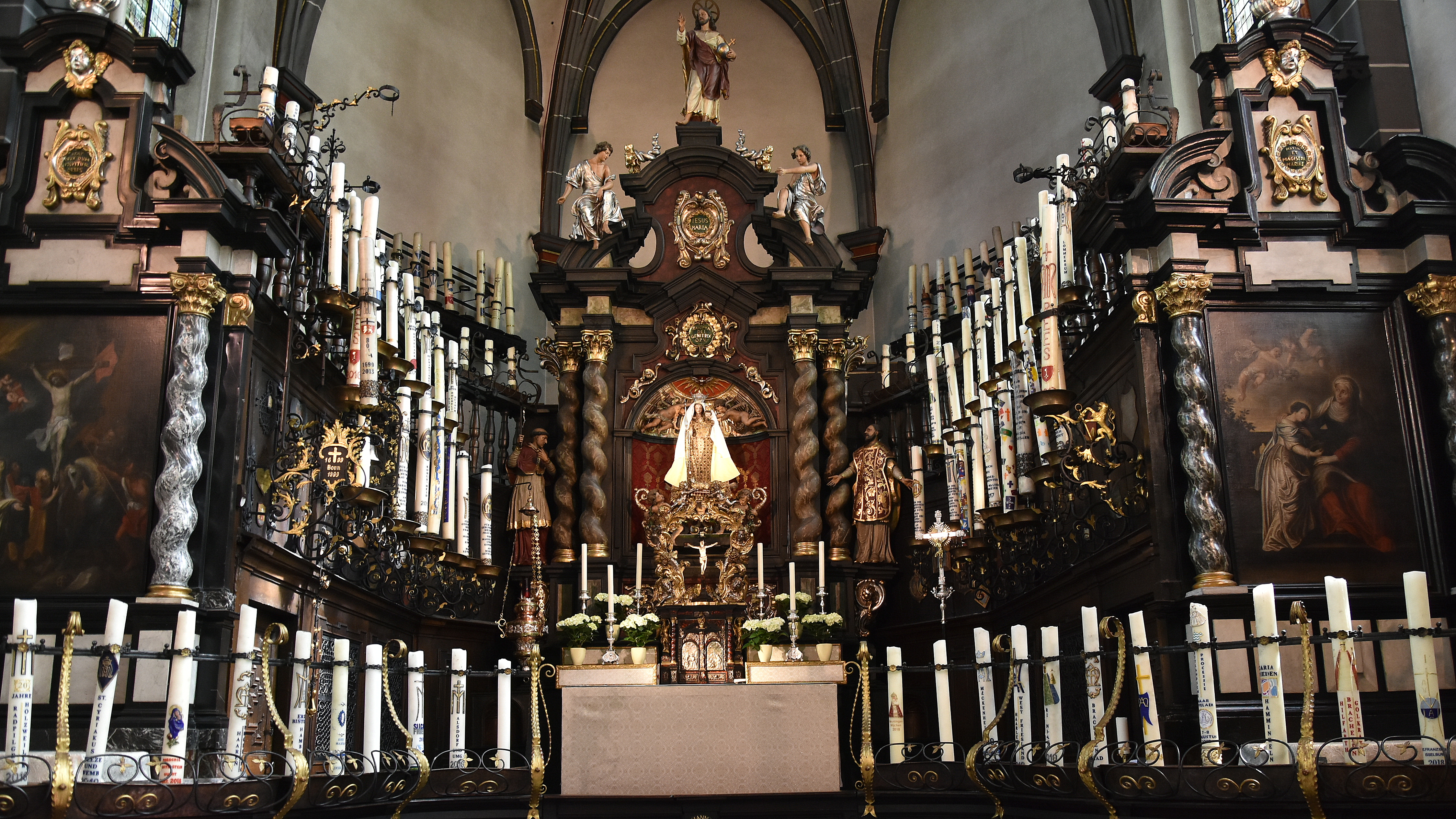
Hoogaltaar van de Kaarsenkapel
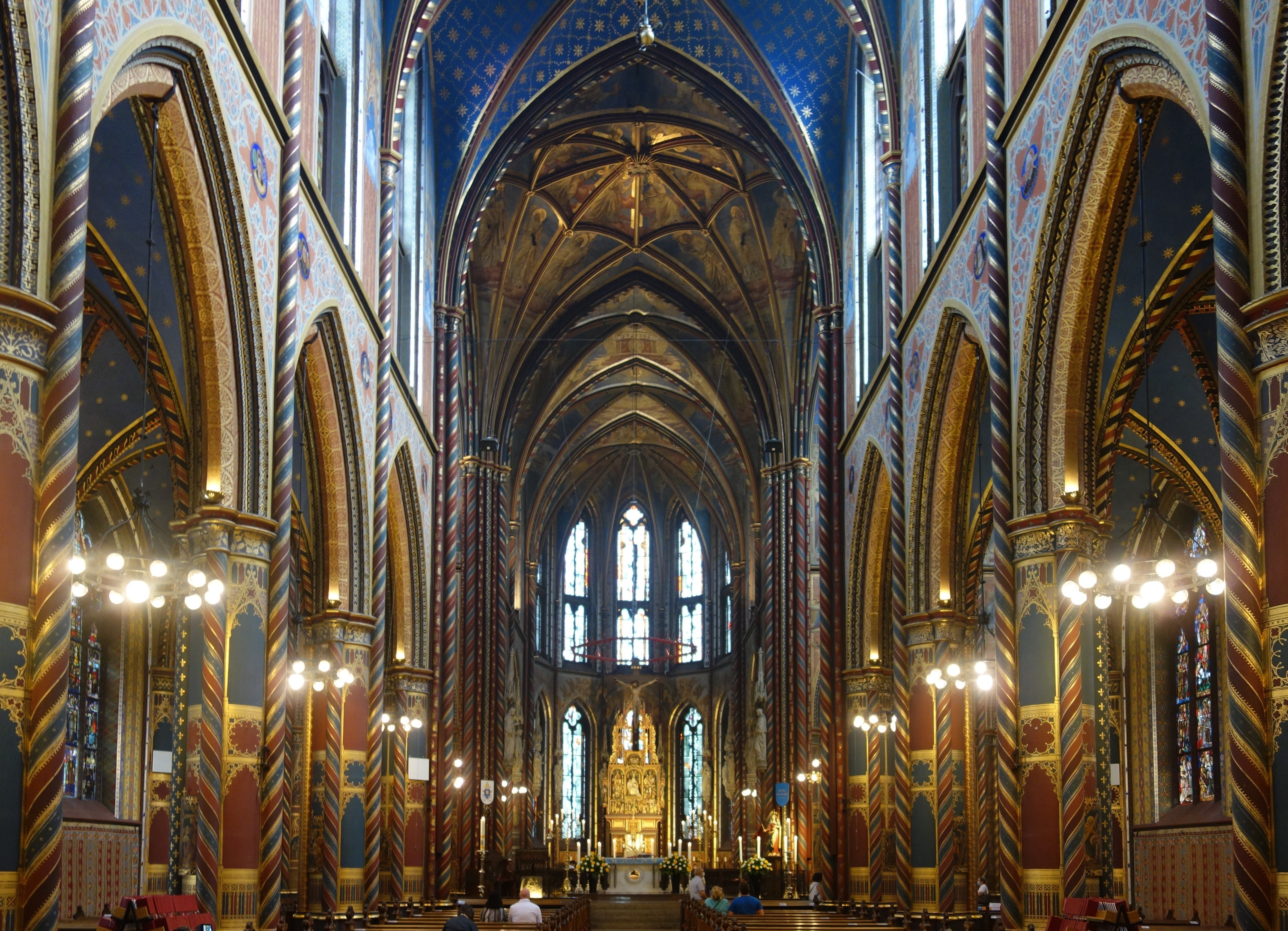
Interieur van de Mariakerk
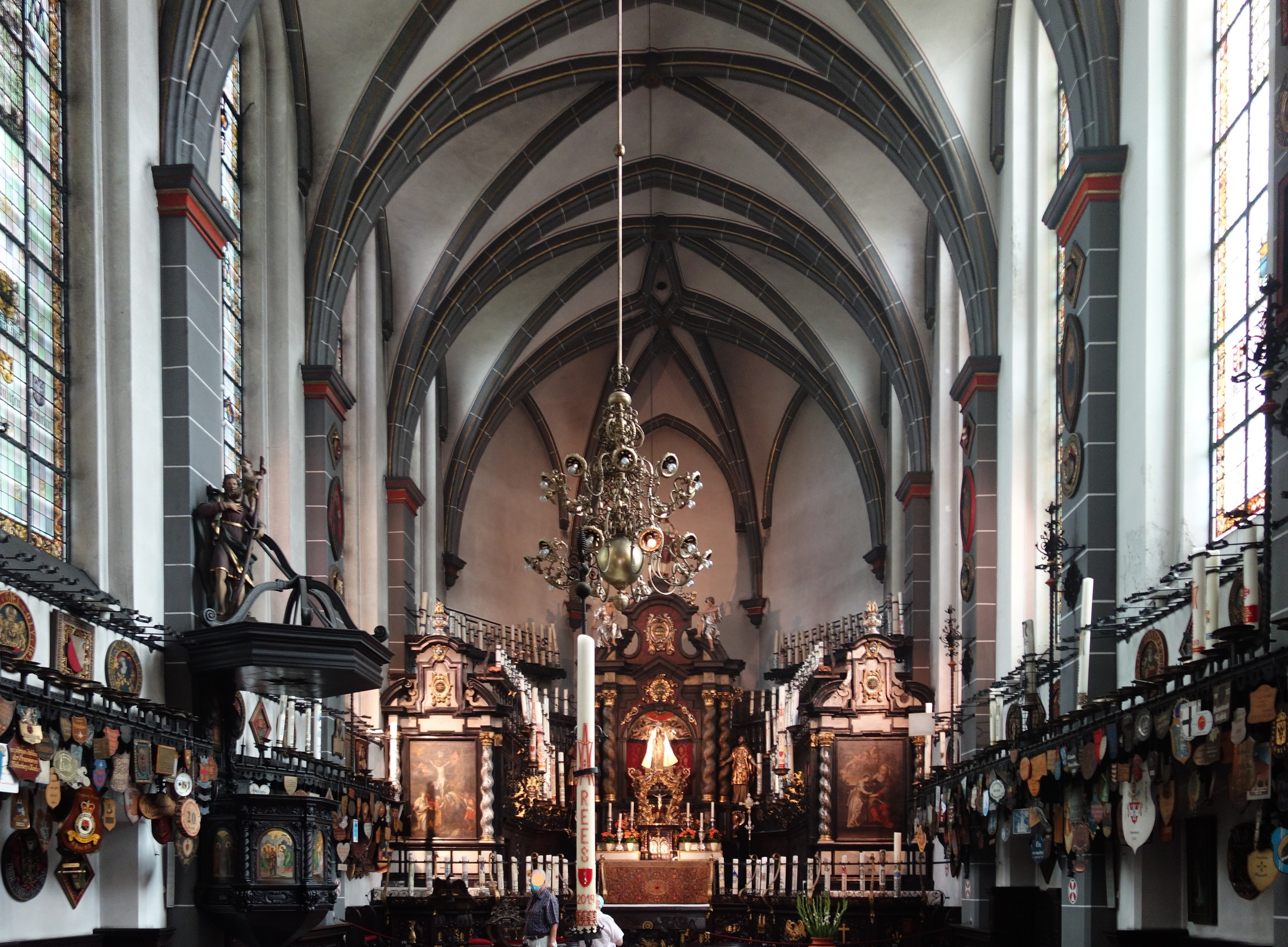
Altaargebied van de Kaarsenkapel
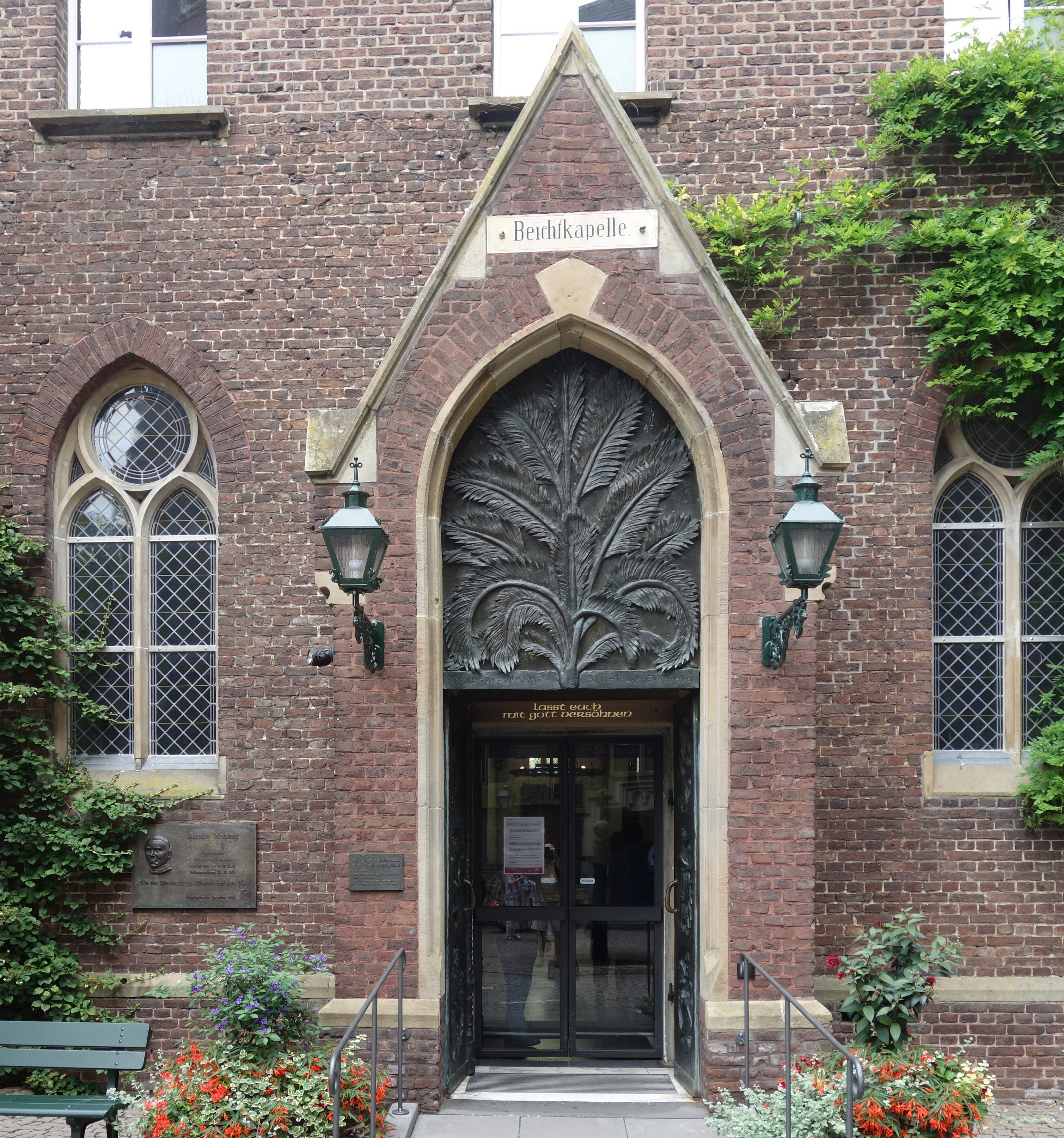
Biechtkapel
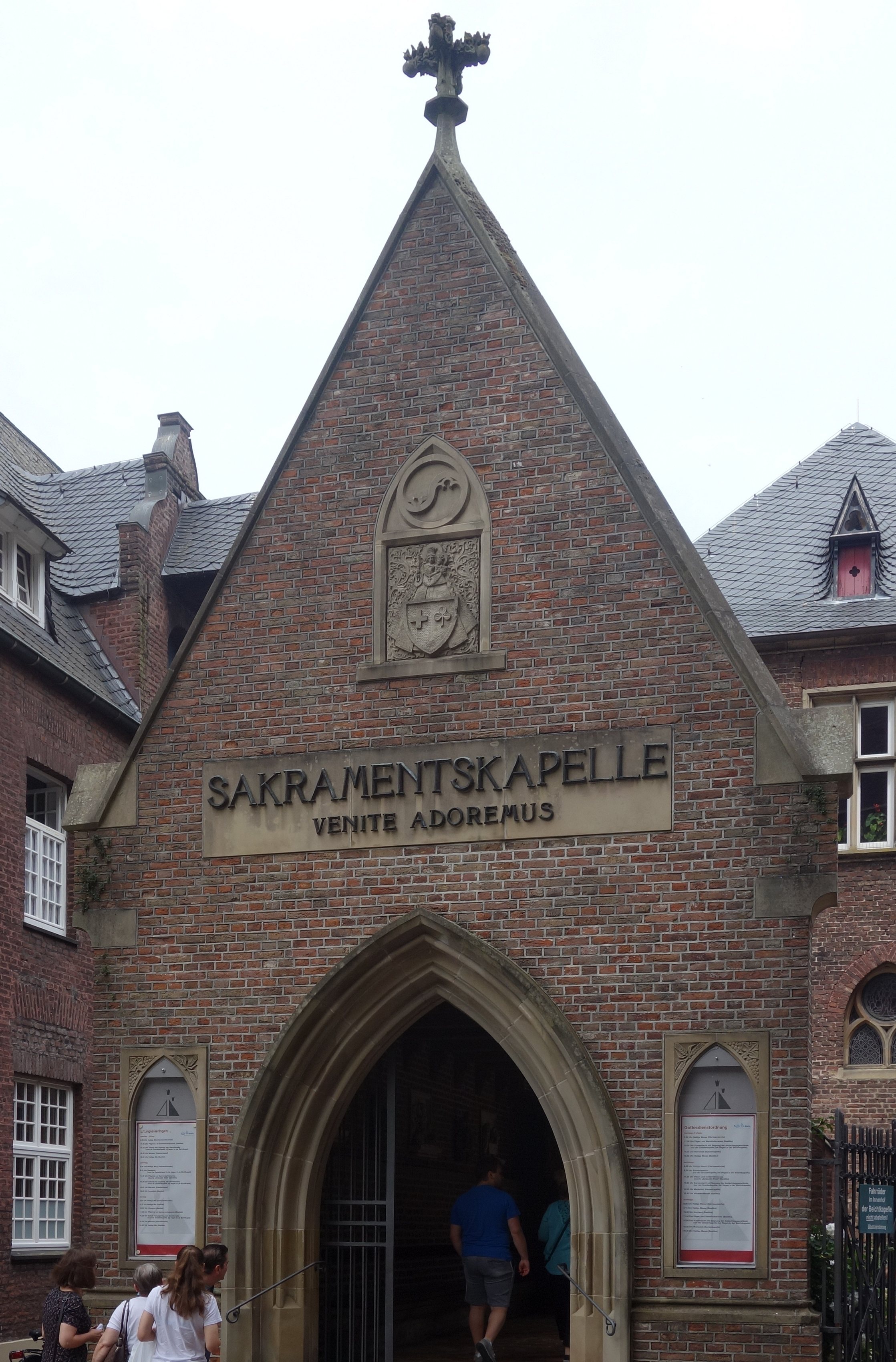
Sacramentskapel
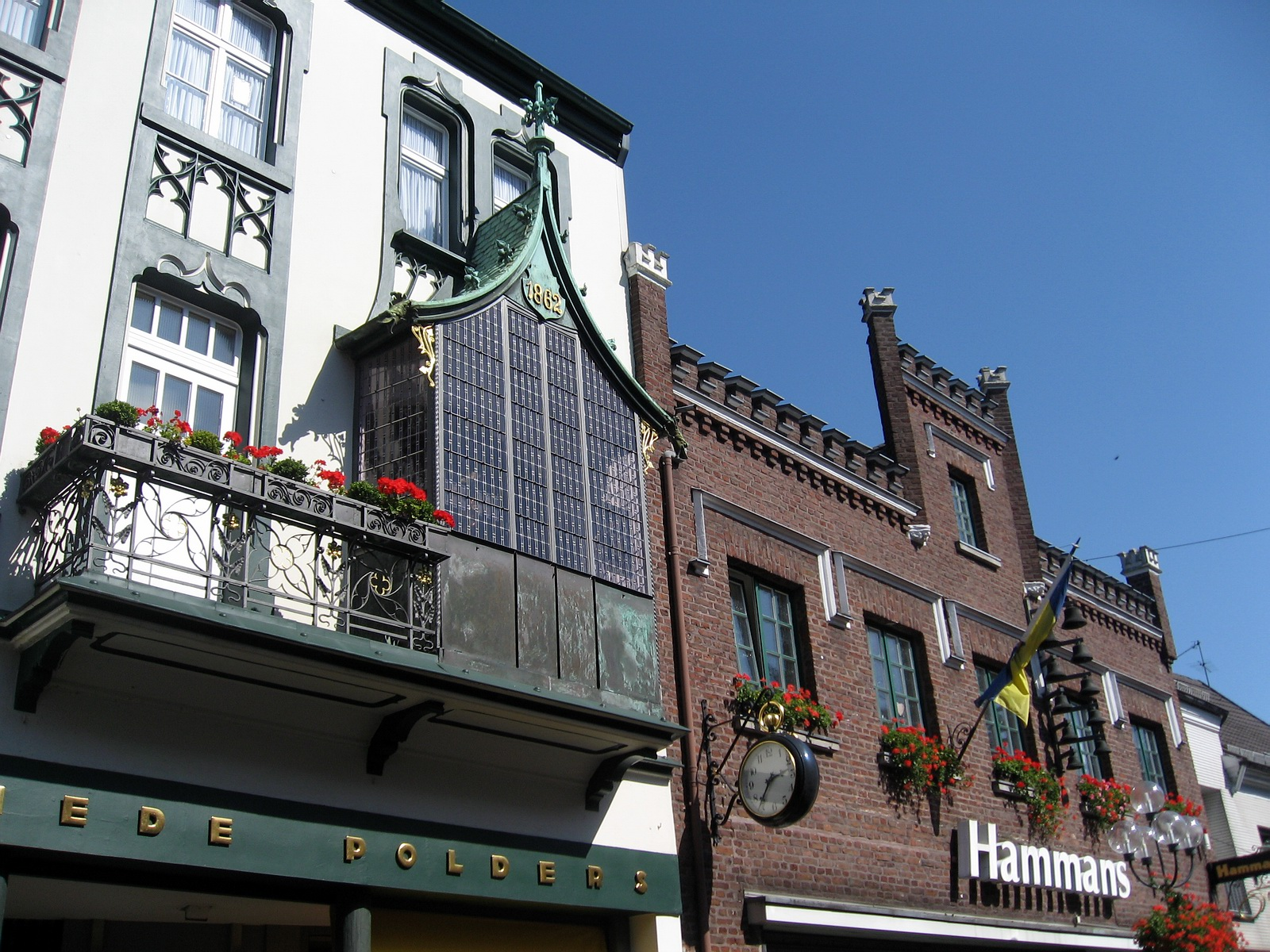
Typische gevels van huizen (hoofdstraat)
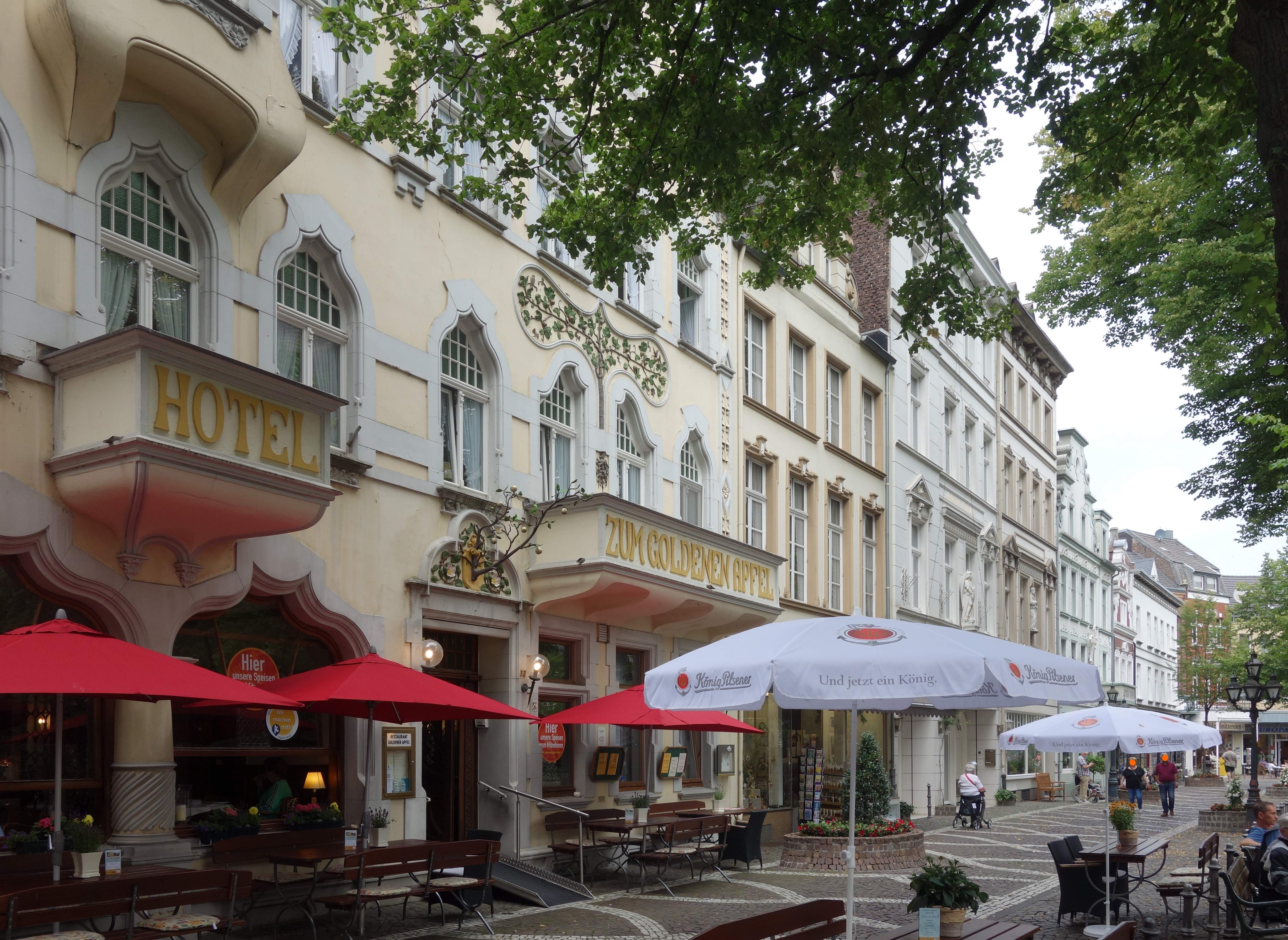
Huizenrij op de Kapellenplatz
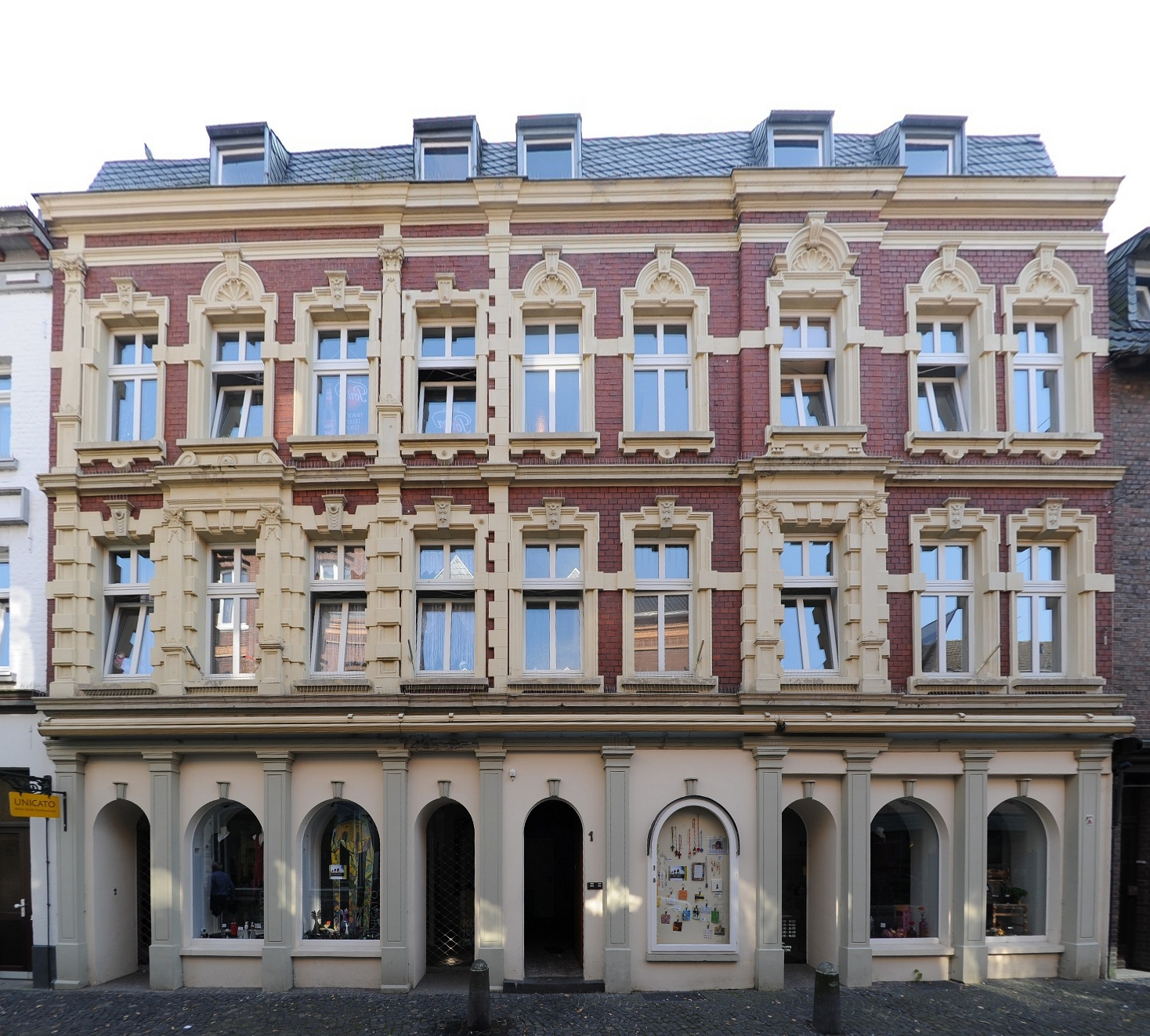
Maasstraße 1
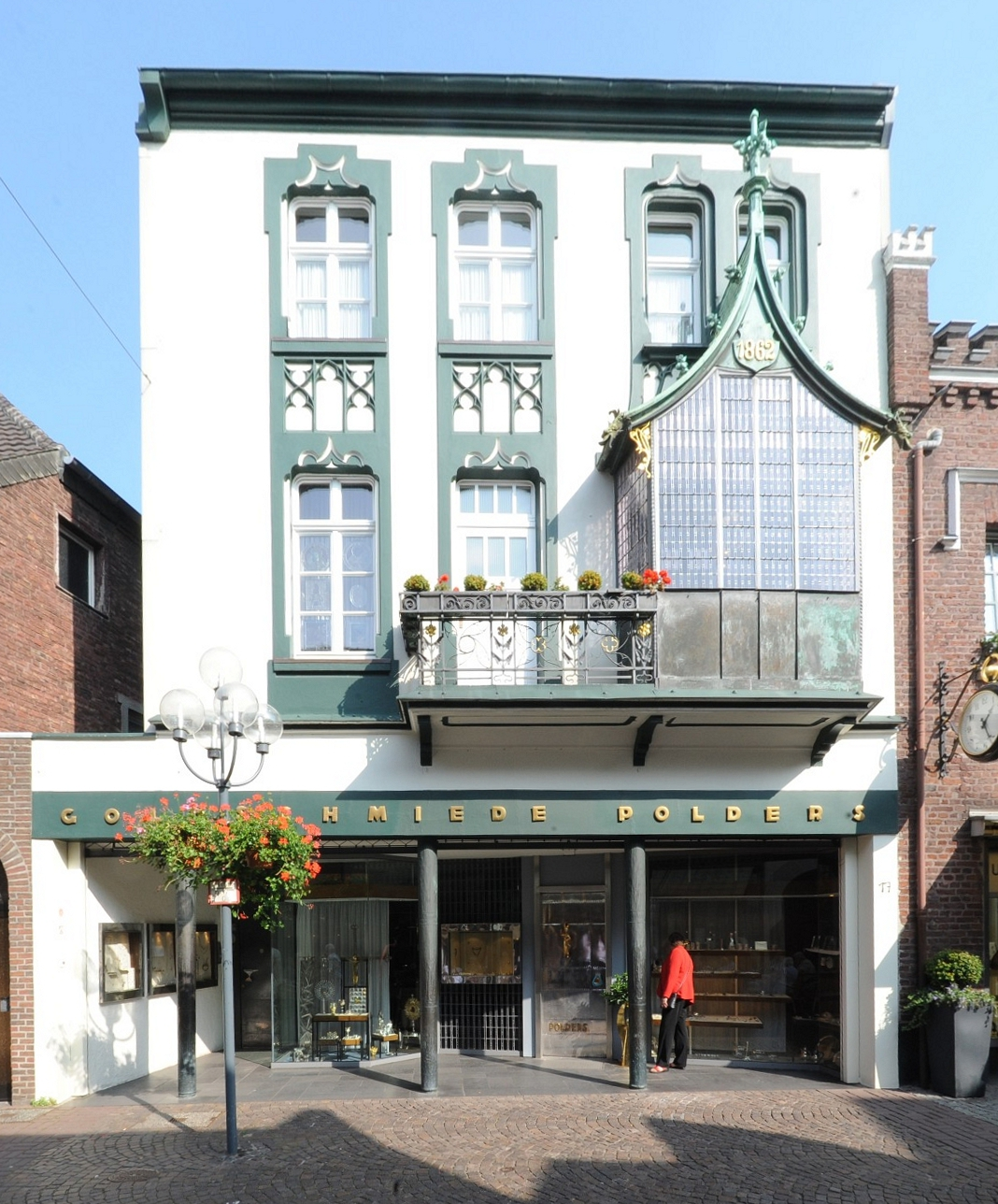
Hauptstraße 17
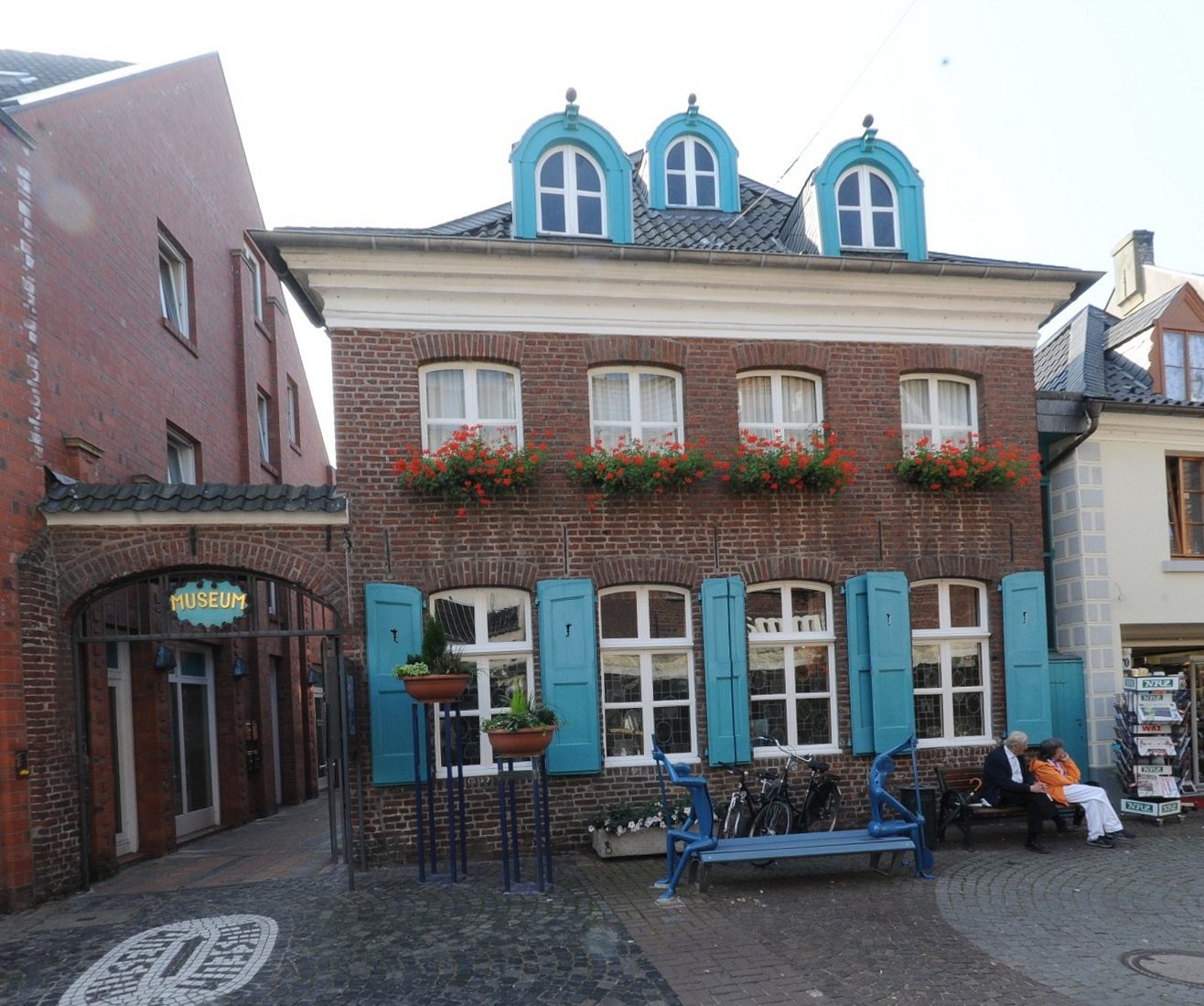
Hauptstraße 18 met ingang museum
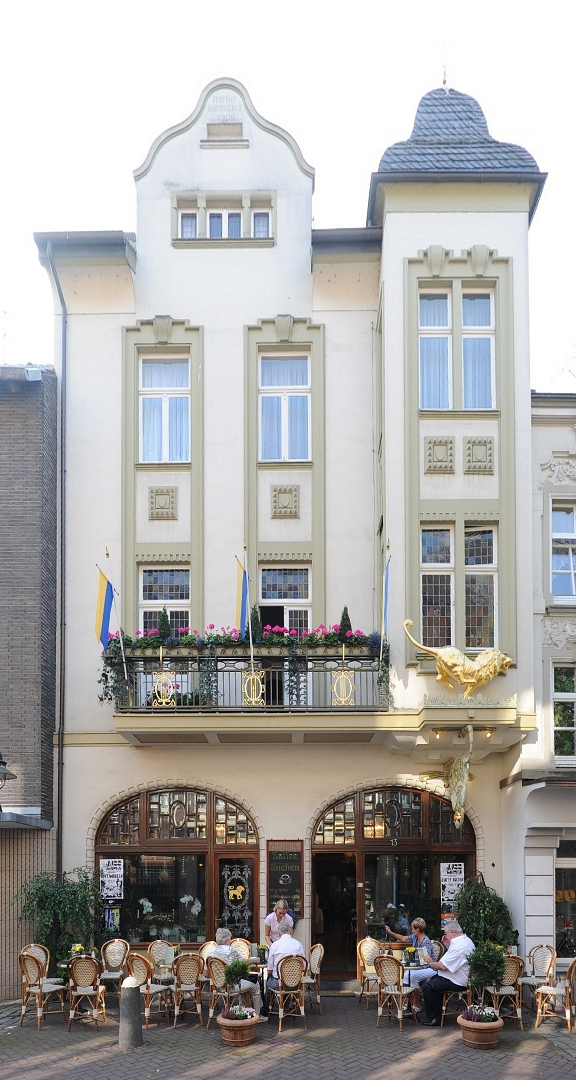
Amsterdamer Straße 13
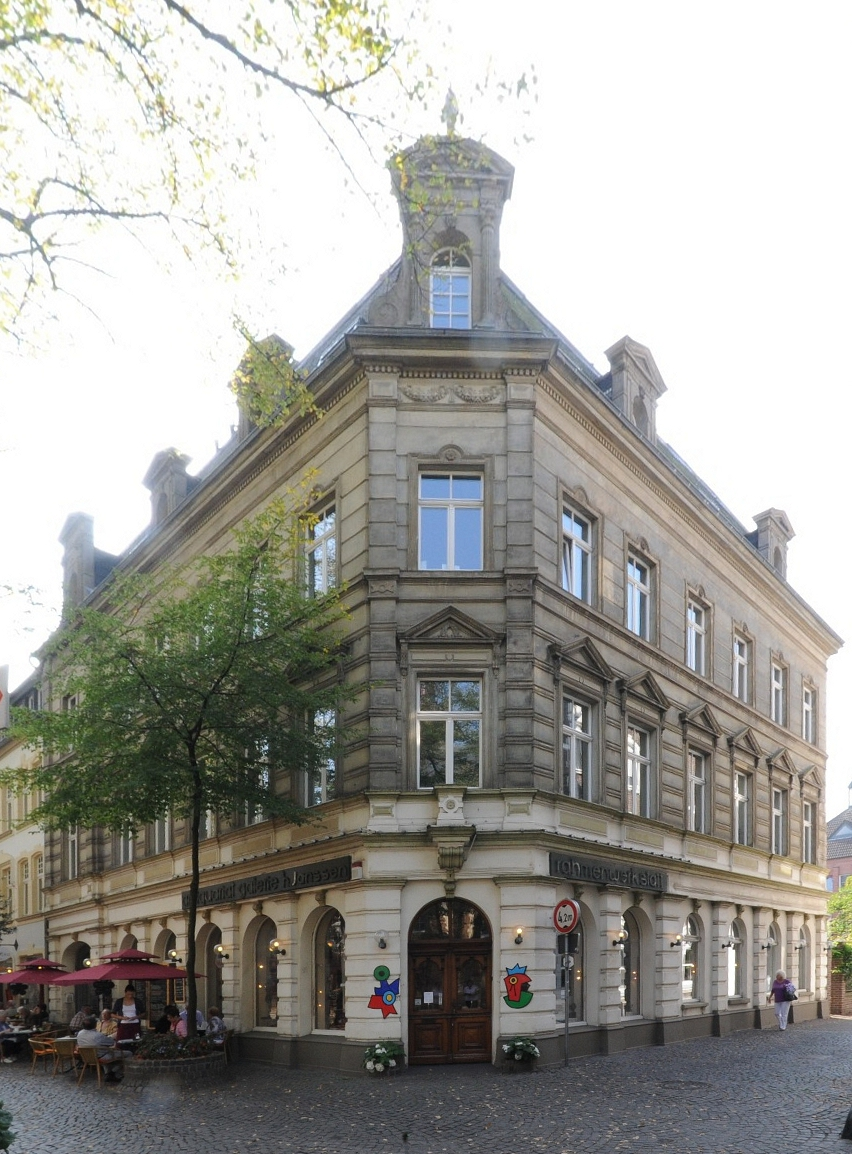
Kapellenplatz 11
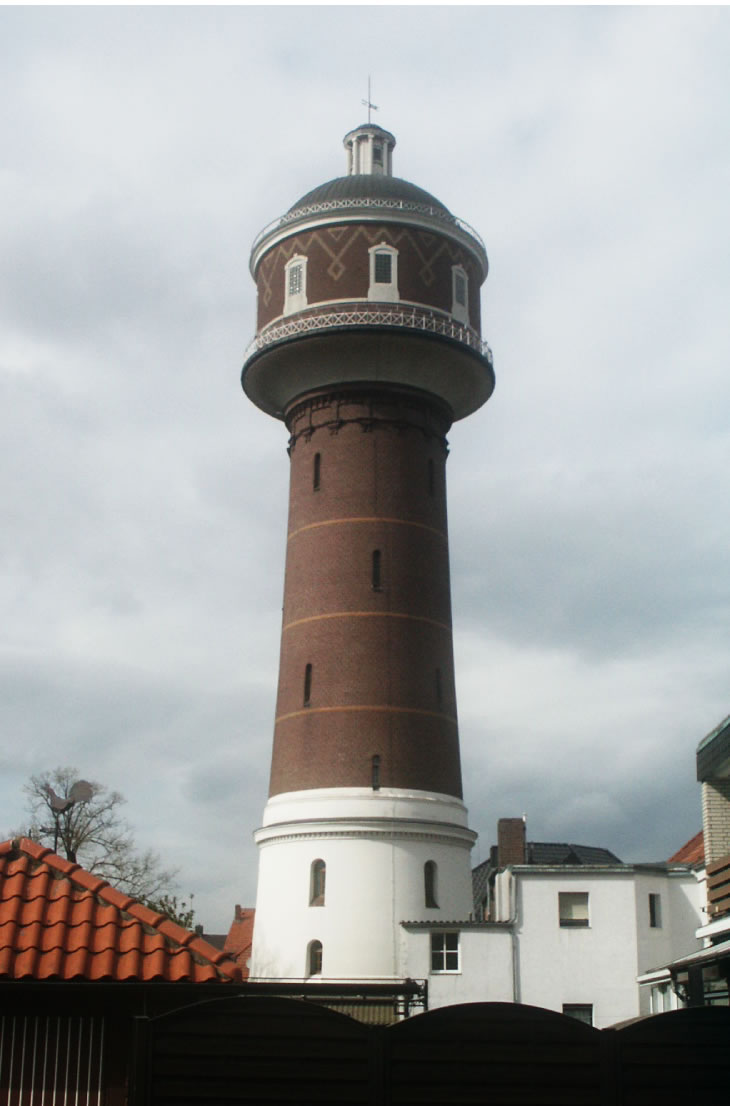
Watertoren

## Geboren in Kevelaer
- Willi Girmes (1956-2024), partyzanger en entertainer
- Lena Pauels (1998), voetbalster